# Coupe du monde de saut à ski 1982-1983
Navigation
Édition précédente Édition suivante
L'édition 1982/1983 de la Coupe du monde de saut à ski est une compétition sportive internationale rassemblant les meilleurs athlètes mondiaux pratiquant le saut à ski. Elle s'est déroulée entre le 18 décembre 1982 et le 27 mars 1983 et a été remportée par le Finlandais Matti Nykänen suivi du Canadien Horst Bulau et de l'Autrichien Armin Kogler.

## Classement général
| Rang | Nom             | Pays            | Points |
| ---- | --------------- | --------------- | ------ |
| 1    | Matti Nykänen   | Finlande        | 277    |
| 2    | Horst Bulau     | Canada          | 260    |
| 3    | Armin Kogler    | Autriche        | 211    |
| 4    | Olav Hansson    | Norvège         | 186    |
| 5    | Per Bergerud    | Norvège         | 137    |
| 6    | Steinar Bråten  | Norvège         | 126    |
| 7    | Pentti Kokkonen | Finlande        | 115    |
| 8    | Ole Bremseth    | Norvège         | 99     |
| 9    | Jari Puikkonen  | Finlande        | 97     |
| 10   | Jeff Hastings   | États-Unis      | 93     |
| 10   | Pavel Ploc      | Tchécoslovaquie | 93     |

## Résultats
| Date       | Lieu                   | Vainqueur       | Deuxième        | Troisième         |
| ---------- | ---------------------- | --------------- | --------------- | ----------------- |
| 18.12.1982 | Cortina d'Ampezzo      | Matti Nykanen   | Olav Hansson    | Per Bergerud      |
| 30.12.1982 | Oberstdorf             | Horst Bulau     | Matti Nykanen   | Armin Kogler      |
| 1.1.1983   | Garmisch-Partenkirchen | Armin Kogler    | Steinar Braaten | Jens Weißflog     |
| 4.1.1983   | Innsbruck              | Matti Nykanen   | Jens Weißflog   | Horst Bulau       |
| 6.1.1983   | Bischofshofen          | Jens Weißflog   | Olav Hansson    | Richard Schallert |
| 8.1.1983   | Harrachov              | Holger Freitag  | Markku Pusenius | Klaus Ostwald     |
| 9.1.1983   | Harrachov              | Pavel Ploc      | Klaus Ostwald   | Markku Pusenius   |
| 15.1.1983  | Lake Placid            | Matti Nykanen   | Armin Kogler    | Jeff Hastings     |
| 16.1.1983  | Lake Placid            | Matti Nykanen   | Armin Kogler    | Steinar Braaten   |
| 22.1.1983  | Thunder Bay            | Horst Bulau     | Olav Hansson    | Pentti Kokkonen   |
| 23.1.1983  | Thunder Bay            | Matti Nykanen   | Horst Bulau     | Olav Hansson      |
| 26.1.1983  | Saint-Moritz           | Horst Bulau     | Per Bergerud    | Pentti Kokkonen   |
| 28.1.1983  | Gstaad                 | Horst Bulau     | Roger Ruud      | Ernst Vettori     |
| 30.1.1983  | Engelberg              | Per Bergerud    | Jeff Hastings   | Stefan Stannarius |
| 18.2.1983  | Vikersund              | Matti Nykanen   | Pavel Ploc      | Hans Wallner      |
| 19.2.1983  | Vikersund              | Matti Nykanen   | Horst Bulau     | Tuomo Ylipulli    |
| 20.2.1983  | Vikersund              | Matti Nykanen   | Olav Hansson    | Pavel Ploc        |
| 25.2.1983  | Falun                  | Horst Bulau     | Matti Nykanen   | Olav Hansson      |
| 27.2.1983  | Falun                  | Matti Nykanen   | Armin Kogler    | Ole Bremseth      |
| 4.3.1983   | Lahti                  | Horst Bulau     | Armin Kogler    | Pentti Kokkonen   |
| 6.3.1983   | Lahti                  | Horst Bulau     | Armin Kogler    | Matti Nykanen     |
| 11.3.1983  | Bærum                  | Armin Kogler    | Olav Hansson    | Horst Bulau       |
| 13.3.1983  | Oslo                   | Steinar Braaten | Horst Bulau     | Armin Kogler      |
| 26.3.1983  | Planica                | Matti Nykanen   | Primož Ulaga    | Olav Hansson      |
| 27.3.1983  | Planica                | Primož Ulaga    | Horst Bulau     | Richard Schallert |

## Liens & Sources
Résultats Officiels FIS